# Одговор запорошких Козака отоманском Султану Мехмеду IV
Одговор запорошких Козака отоманском Султану Мехмеду IV (рус. Запорожці пишуть листа турецькому султану) је чувено дело руског сликара Иље Рјепина. Насликана је у периоду од 1880. до 1891, уљаном техником на платну димензија 203 × 358 cm.
Слика приказује легендарни догађај, негде између 1672. и 1680. године, када су запорошки козаци из утврђења Сич успели да победе османског султана Мехмеда IV. Козаци добијају претњу од султана да се предају, пак они игноришу његове претње и састају се где му пишу подругљиво писмо као свој одговор.
Слику је купио руски цар Александар III за 35.000 рубаља, што је тада била највећа сума плаћена за дело руског уметника.
Док је радио на оригиналној верзији, Репин је 1889. започео рад на другој верзији. Ово дело је остало недовршено.
Историчар Дмитри Јаворницки помогао је Репину да аутентично прикаже сцену.

## Рецепција
Слика је постала препознатљива референца у руској култури. Била је пародирана или опонашана другим делима попут политичких карикатура, укључујући чланове Думе који су писали одговор Столипину а касније совјетски лидери пишу писмо пркоса Џорџу Керзону.  Слика се такође помиње у другим делима, као што је руски филм Тарас Буљба из 2009, који приказује саму сцену као и амерички филм Тарас Буљба из 1962. године (који укључује слику у уводној шпици).
Ван Русије, слика се често користи као симбол или метонимија за Козаке уопште. Експанзија „Козаци“ на видео игрицу Europa Universalis IV прилагодила је део текста одговора за трејлер игре и укључила уметничко дела засновано на слици, Игра Cossacks: European Wars има централни детаљ слике у оквиру свог логотипа, а игра Cossacks 3  има слику као позадину главног менија игре.
Текст је инспирисао неколико адаптација. Најистакнутија је вероватно француска версификација Гијома Аполинера, укључена као Réponse des Cosaques Zaporogues au Sultan de Constantinople као део његове песме La Chanson du mal-aimé, у збирци Alcools из 1913. године. Аполинерову верзију су на музику адаптирали Дмитриј Шостакович у својој Симфонији бр. 14.
Слика је наишла и на негативне третмане. Утицајни есеј критичара уметности Клемента Гринберга из 1939. „Авангарда и кич“ је изабрао слику као лош пример кича.

## Види jош
- Дивље поље
- Иван Сирко
- Битка код Финта
- Устанак Богдана Хмељницког